# ریا سانشاین
ریا سانشاین (انگلیسی: Reya Sunshine؛ زادهٔ ۱۹ مهٔ ۱۹۹۰) بازیگر پورنوگرافی اهل ایالات متحده آمریکا است.